# Élément incompatible

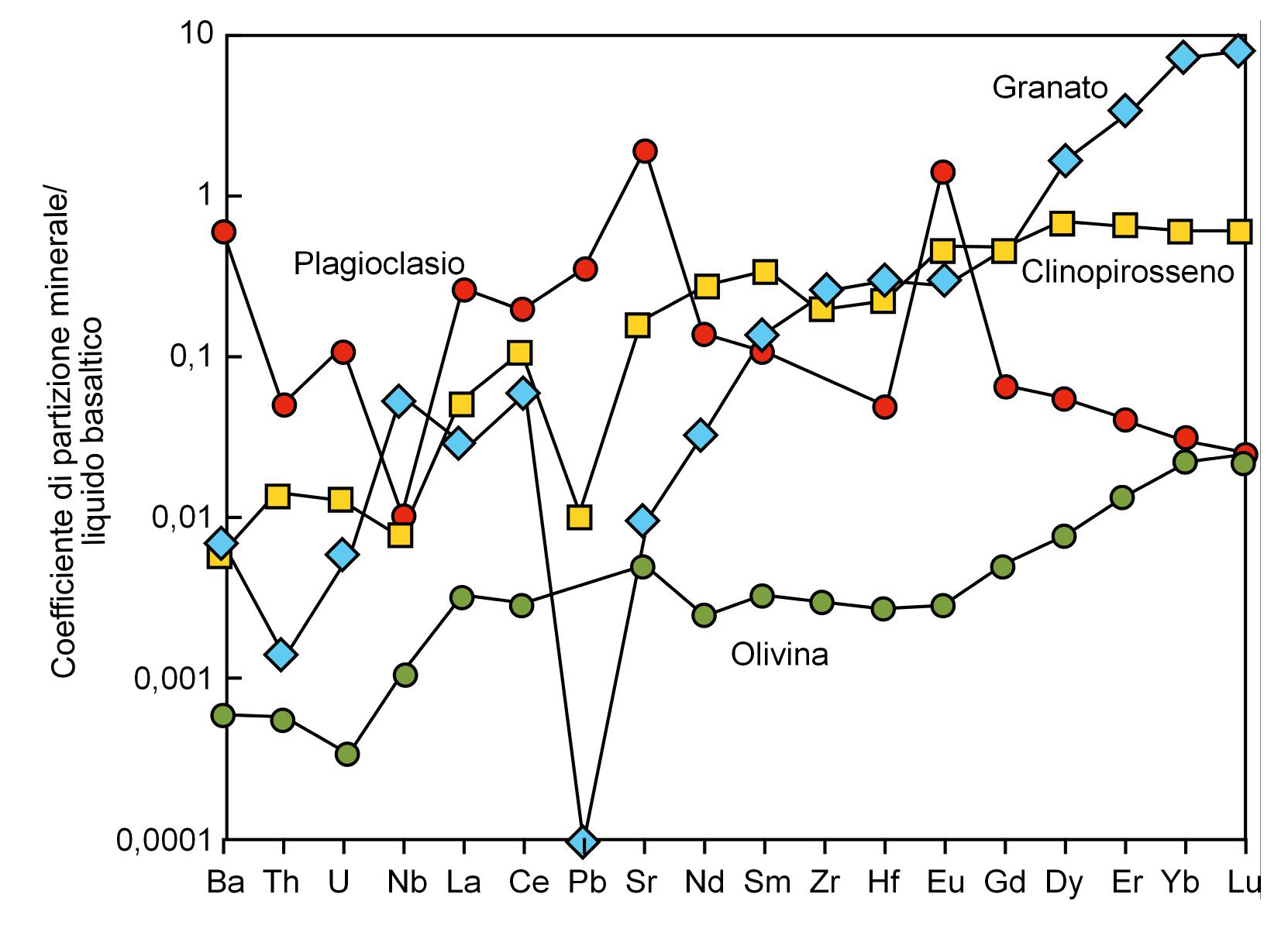
Coefficient de partage de minéraux dans le basalte. On peut noter que la plupart des minéraux ont un coefficient inférieur à 1.

En pétrologie et en géochimie, un élément incompatible est un élément dont la taille et/ou la charge ne conviennent pas aux sites de réception des ions chargés positivement des minéraux dont il fait partie. Il est défini par le coefficient de partage entre les minéraux rocheux et la fonte étant beaucoup plus petit que 1. 

## Description
Au cours de la cristallisation fractionnée d'un magma et de la création de magma par fusion partielle du manteau et de la croûte terrestre, les éléments qui ont du mal à pénétrer dans les sites cationiques des minéraux, sont concentrés dans la phase de fusion du magma (phase liquide). 
Deux groupes d'éléments incompatibles qui ont du mal à entrer dans la phase solide sont connus par des sigles : 
- Un groupe comprend des éléments ayant un grand rayon ionique, tels que le potassium, le rubidium, le césium, le strontium, le baryum (appelés LILE, ou éléments lithophiles à grands ions),
- et l'autre groupe comprend des éléments de grandes valences ioniques (ou charges élevées), tels que zirconium, niobium, hafnium, terres rares (REE), thorium, uranium et tantale (appelés HFSE, ou éléments à haute intensité de champ)[1].

Pour les terres rares (série Lanthanide), une autre façon de classer les éléments incompatibles est la masse :  
- les éléments des terres rares légères (LREE) dont La, Ce, Pr, Nd et Sm,
- et les éléments des terres rares lourdes (HREE) dont Eu - Lu.

Les roches ou magmas riches ou faiblement appauvris en éléments des terres rares légères sont appelés "fertiles", et ceux qui ont de forts appauvrissements en LREE sont appelés "appauvris". 